# Leonardo Oliva de Álzaga
Leonardo Oliva de Álzaga (Ahualulco del Mercado, 6 de noviembre de 1814 – Guadalajara, 6 de noviembre de 1872), fue un médico y científico mexicano

## Educación
Cursó la educación primaria en su pueblo natal. A los 13 años ingresó al Seminario Conciliar de Guadalajara, donde estudió Latín.
Se matriculó en el Curso de Química del Instituto de Ciencias del Estado, obteniendo la calificación más alta en el primer semestre; sin embargo, no pudo continuar el curso por la clausura del Instituto. Posteriormente decide tomar clases prácticas de Farmacia por parte del profesor Jesús Arce. Al restablecerse en 1834 el Colegio de San Juan Bautista, cursó la cátedra de Filosofía Moral.
Ingresó a la Facultad de Medicina de la Universidad Nacional de Guadalajara el 4 de diciembre de 1834, concluyendo el último curso el 5 de julio de 1837. Al ser nombrado nemine discrepante, se le dispensó la pasantía.
En la Universidad de Guadalajara, el 26 de febrero de 1835, recibió el grado de bachiller en Filosofía y el 8 de julio de 1837 obtuvo el grado de bachiller en Medicina. Durante su internado en el Hospital de San Miguel de Belén escribió un tratado médico-legal sobre heridas.
El 5 de enero de 1841 aprobó el examen de grado de licenciado en Medicina; el 6 de enero recibió el grado, y el 25 de julio se le confirió el grado de doctor en Medicina.
En 1855 el gobernador José Ignacio Herrera y Cairo le otorgó el título de Farmacéutico. El mismo año recibió por parte del gobierno de la república mexicana, el grado en Filosofía.

## Cátedra Universitaria
De 1839 a 1847 impartió las cátedras de Química, Botánica y Farmacia, Anatomía General y Descriptiva, Fisiología, Higiene y Medicina Legal, Patología General y Materia Médica, Patología y Clínica Externa y Patología y Clínica Interna tanto en la Universidad de Guadalajara, como en el Instituto de Ciencias. También impartió Latín en el Liceo de Varones.
En marzo de 1843 pasó a residir por breve tiempo a Autlán de la Grana. A su regreso a Guadalajara dedicó su tiempo al ejercicio de la profesión médica en el Hospital de San Miguel de Belén, a la cátedra universitaria, y a la investigación farmacológica.

## Publicaciones
Entre 1843 y 1845 publicó en varias entregas el “Ensayo de una carpología aplicada a la higiene y a la terapéutica” en la revista El Museo Mexicano.
En 1853 y 1854 publicó los tomos I y II de su célebre obra "Lecciones de Farmacología dadas por el catedrático del ramo en la Universidad de Guadalajara", la cual destaca por su descripción de las propiedades terapéuticas de las plantas nativas.
En 1856 envió "Histoire de la médecine au Mexique" (Historia de la medicina en México) a la Academia Nacional de Medicina de Francia, siendo publicada al año siguiente.
El 12 de enero de 1860 comenzó a publicar por entregas sus “Lecciones de Terapéutica” en el periódico oficial del departamento de Jalisco, Las Tres Garantías. En 1865, publicó también por entregas “Principios de Filología” y “Gramática Francesa” en El Imperio. Éstas obras no fueron impresas en formato de libro debido a problemas financieros.
En La Naturaleza (órgano de la Sociedad Mexicana de Historia Natural) publicó los artículos “El copal y cucurbitaceas y calabaceñas”, y “Discurso sobre el estudio de la Botánica extranjera e indígena”.

## Guerra de Reforma
Durante la Guerra de Reforma, su inclinación por el partido conservador le hizo perder sus cargos académicos, obligándole a huir a los municipios de Ejutla, Tecolotlán, Unión de Tula y Jalpa. Dicho suceso retrasó considerablemente su producción científica.

## Distinciones
Del 29 de junio de 1870 al 9 de marzo de 1871 fue presidente de la Junta Directora de Estudios del Estado de Jalisco. 
Entre las sociedades científicas del país y del extranjero en las que participó están: la Sociedad Médica de Emulación de Guadalajara, la Sociedad Mexicana de Geografía y Estadística, la Sociedad Mexicana de Historia Natural, la Sociedad de Medicina de París y la Academia Nacional de Medicina.

## Últimos años
A pesar de su éxito científico pasó sus últimos días en la miseria, al grado que su discípulo, el canónigo Luis Michel, todos los días le dejaba discretamente dinero para subsistir. El 6 de noviembre de 1872 falleció en Guadalajara, fue inhumado en el Panteón de Belén.

## Homenaje
El 4 de junio de 1873 las sociedades científicas y literarias de Guadalajara, convocadas por la Asociación Médica de Jalisco, le rindieron homenaje con la presencia del gobernador Ignacio Luis Vallarta.
Se le dedicó un retrato al óleo en la Biblioteca Pública de Jalisco, y una efigie de bronce en el Museo Nacional de Historia, y en la Biblioteca de la Dirección General de la Escuela Nacional Preparatoria. El 2 de febrero de 1958 se develó su estatua en la Rotonda de los Jaliscienses Ilustres.